# L'infinito (Roberto Vecchioni)
L'infinito è un album in studio del cantautore italiano Roberto Vecchioni, pubblicato nel 2018.
L'album, per scelta dell'autore, è disponibile solo in copia fisica e non nei digital stores.
La veste grafica e le fotografie sono curate dal fotografo Oliviero Toscani.

## Brani
- Nel brano Ti insegnerò a volare (Alex), ispirato ad Alex Zanardi, partecipa Francesco Guccini.
- Il brano Giulio è ispirato alla storia di Giulio Regeni.
- Cappuccio rosso è una canzone ispirata ad Ayse, una guerrigliera che muore contro l'Isis.
- Formidabili quegli anni è un brano autobiografico che parla del 1968.
- Anche Come è lunga la notte è una canzone autobiografica in cui partecipa Morgan.
- Parola è un'elegia sulla morte della parola.

## Tracce
1. Una notte, un viaggiatore – 5:31
2. Formidabili quegli anni – 4:01
3. Ti insegnerò a volare (Alex) – 4:34
4. Giulio – 4:30
5. L'infinito – 5:36
6. Vai, ragazzo – 4:03
7. Ogni canzone d'amore – 4:33
8. Com'è lunga la notte – 3:07
9. Ma tu – 4:18
10. Cappuccio rosso – 4:56
11. Canzone del perdono (Non presente nel vinile) – 3:05
12. Parola – 4:11

## Formazione
- Roberto Vecchioni – voce
- Lucio Fabbri – pianoforte, cori, Fender Rhodes, organo Hammond, violino, viola, fisarmonica, basso, chitarra elettrica
- Antonio Petruzzelli – basso
- Roberto Gualdi – batteria, percussioni
- Massimo Germini – chitarra classica, cori, chitarra acustica, chitarra a 12 corde, mandolino, bouzouki, ukulele, liuto
- Marco Mangelli – basso
- Riccardo Fioravanti – contrabbasso
- Fabio Treves – armonica
- Daniele Moretto – tromba
- Giancarlo Porro – clarinetto
- Carmelo Colajanni – flauto
- Ilaria Biagini – flauto, cori
- Roberta Maiorano – cori